# Belsentes
Belsentes é uma comuna francesa na região administrativa de Auvérnia-Ródano-Alpes, no departamento de Ardèche. Estende-se por uma área de 25.81 km². Em 2010 a comuna tinha 573 habitantes (densidade: 22,2 hab./km²).
Foi criada em 1 de janeiro de 2019, a partir da fusão das antigas comunas de Nonières e Saint-Julien-Labrousse.